# ドイツの魚料理
ドイツの魚料理では、ドイツにおける魚料理について記述する。
ドイツでは、肉やジャガイモなどがよく食べられているが、魚介類はあまり食べられていない。これはドイツの海が少ないことに起因している。ただ、全く食べられていないわけではなく、昔はドイツでは主に淡水魚(ニジマス、トラウト)が食べられていたが海水魚の方が美味であるため、海水魚が徐々に全土に広まっていった。また、ドイツに近い北欧では漁業が盛んで新鮮なサーモン(Lachs)などが世界各国に輸出されていることもあり、魚料理の文化が存在しないわけではない。ただ、肉料理の手間に比べると魚料理は面倒な料理であるため、基本的に食べられているのはすでに加工されたものが多い。リューベックやハンブルクではウナギが食べられているが、ドイツ全土で食べられているポピュラーな魚料理はヘリングスゲリヒテ(Heringsgerichte)というニシンの酢漬けにヨーグルトとリンゴを混ぜてジャガイモを混ぜた料理で胃腸に優しいため、年始によく食べられている。それ以外では、燻製やムニエル、缶詰などに調理、加工されたものがよく食されている。